# Питер Певенси
Пи́тер Пе́венси (англ. Peter Pevensie; 1927—1949) — один из главных персонажей детской фэнтезийной серии «Хроники Нарнии» Клайва Стейплза Льюиса. Фигурирует в четырёх из семи книг «Хроник Нарнии»: как ребёнок и основной персонаж — в книгах «Лев, колдунья и Платяной шкаф» и «Принц Каспиан»; как взрослый — в книгах «Последняя битва» и «Конь и его мальчик».
Питер — старший из детей Певенси. У него голубые глаза, русые волосы, он достаточно высокий и статный. Импульсивный, но вместе с тем — невероятно заботливый, особенно c младшей сестрой, Люси.
Народ Нарнии прозвал его Питер Великолепный (англ. Peter the Magnificent).
Полное звание: Верховный Король над всеми королями в Нарнии, Император Одиноких Островов и Лорд Кэр-Параваля, Рыцарь благороднейшего ордена Льва (англ. High King of Narnia, Emperor of the Lone Islands, Lord of Cair Paravel, Knight of the Most Noble Order of the Lion). Как верховный король, он имеет власть над всеми королями и королевами, которые когда-либо после него властвовали в Нарнии.

## Имя
Первоначальный набросок книги «Лев, колдунья и платяной шкаф» начинался так: «Это история о четырёх детях, чьи имена Энн, Мартин, Роз и Питер. Но больше о Питере, младшем из них». Питер — единственное имя, оставшееся неизменным, но в финальной версии оно принадлежит старшему из четырёх Певенси. Певенси — место расположения средневекового замка на юго-восточном побережье Англии, сыгравшего важную роль в определенные моменты британской истории. 

## Личность
Как старший ребёнок в семье, Питер чувствует ответственность за своих младших брата и сестёр, особенно за маленькую Люси. Он очень серьёзно относится ко всем своим обязанностям и старается быть примером для младших детей. Даже когда Эдмунд предаёт их, Питер до последнего надеется, что можно отыскать брата и вернуть его обратно. И в итоге его надежды вознаграждаются. Питер — прирождённый лидер. Именно он принимает большинство важных решений по ходу повествования, а его дуэль с Миразом является кульминацией финальной части книги «Принц Каспиан». Единственное, в чём можно упрекнуть Питера — это в упрямстве. Например, он до последнего спорит с Эдмундом, кому из них сразиться с Трампиком, или он продолжает вести всех за собой по руслу реки Раш, хотя этот путь явно неправильный. Однако Питер умеет признавать свои ошибки и правоту других, что не раз помогало ему и его спутникам.

## Родственники
- Хелен Певенси — мать Питера и остальных детей
- Неназванный отец
- Эдмунд Певенси — младший брат
- Сьюзен Певенси — младшая сестра
- Люси Певенси — младшая сестра
- Юстэс Вред — двоюродный брат
- Альберта Вред — тётя

## Биография
Родился в 1927 году по земному летоисчислению в Лондоне. После нападения немцев он и его близкие (кроме родителей) эвакуированы в безопасное место к профессору Керку в старинный дом.

### Лев, колдунья и Платяной шкаф
Питер, старший из детей Певенси, попадает в Нарнию со своими сёстрами и братом через платяной шкаф. На тот момент Питеру 13 лет. Власть принадлежит Белой Колдунье — Джадис, захватившей Нарнию, провозгласившей себя королевой, из-за которой в Нарнии вечная зима и никогда не бывает Рождества.
Их встречает мистер Бобр, и рассказывает о том, что Аслан уже в пути, а значит начинает сбываться древнее пророчество о том, что придет Аслан, кончится Долгая зима и два сына Адама и две дочери Евы станут правителями Нарнии. Во время рассказа Эдмунд сбегает и направляется к Белой Колдунье. А Питер, Сьюзен, Люси и Бобры отправляются к Аслану. По дороге их встречает Отец Рождество и вручает им подарки, которые должны им помочь. Питеру достаются меч и щит.
Питер помогает победить Белую Колдунью и позже провозглашён Питером (Великолепным), верховным королём в Кэр Паравале. После этого он, его сёстры и брат правят Нарнией 15 лет (Питеру в тот момент приблизительно 28 лет) и потом попадают обратно в Англию. Но оказывается, что там не прошло и минуты и Питеру вновь 13 лет.

### Конь и его мальчик
Питер не является действующим лицом в книге, но несколько раз в ней упоминается. Сказано, что он на севере, где вел войну с великанами. Ко времени перехода перевала армией Эдмунда известно, что он уже разбил великанов.

### Принц Каспиан
14-летний Питер попадает в Нарнию вместе с сёстрами Люси и Сьюзен и братом Эдмундом после того, как наследный принц Каспиан X вызывает их с помощью рога Королевы Сьюзен. На Земле с последнего визита Певенси в Англию прошёл лишь год, в то время как в Нарнии пролетела тысяча лет. Каспиан собирает большую армию нарнийцев и они перебираются в Холм Аслана. Туда же подходят и войска Мираза. Происходят множественные стычки с войсками короля Мираза, в результате которых погибло больше половины армии нарнийцев. В этот момент к Каспиану в Холм Аслана гном Трам приводит Питера и остальных детей. Король Мираз нападает со всей своей армией на последний отряд нарнийцев, оставшийся около Холма Аслана. Но Питер побеждает в дуэли с Миразом, а позже и громит с помощью Аслана (разбуженных им деревьев) армию короля. После победы Питер узнаёт от Аслана, что больше не попадёт в Нарнию.

### Покоритель зари, или Плавание на край света
Питер не является действующим лицом в книге, но несколько раз упоминается. Про него в начале повествования сказано, что он готовился к вступительным экзаменам у профессора Керка. Четверо детей Певенси не смогли поехать к профессору, так как тот сильно обеднел и переселился в крохотный однокомнатный коттедж.

### Серебряное кресло
Имя Питера дважды упомянуто в книге. Впрочем, эти отсылки относятся не к самому Питеру, а ко времени, когда он был королём.

### Последняя битва
Питер в данной книге является второстепенным персонажем. К тому времени он уже 22-летний студент университета. Здесь он поможет Эдмунду найти волшебные кольца для Юстэса и Джил и впоследствии погибнет в железнодорожной катастрофе. Его и всех остальных перебросит в Нарнию, и позже станет известно, что они останутся в Нарнии навсегда.

## Кино
- В экранизации ВВС 1988 года роль Питера сыграл Ричард Демпси[англ.].
- В диснеевских фильмах «Лев, колдунья и платяной шкаф» и «Принц Каспиан» Питера играет британский актёр Уильям Моузли. Взрослого Питера в конце первого фильма играет Ноа Хантли.
- Адам Кэмпбелл сыграл похожего на Питера (в исполнении Уильяма Моузли) персонажа в американском пародийном фильме «Очень эпическое кино»).